# Nagybobróc
Nagybobróc (szlovákul Bobrovec) község Szlovákiában, a Zsolnai kerületben, a Liptószentmiklósi járásban.

## Fekvése
Liptószentmiklóstól 5 km-re északra, a Nyugati-Tátra lábánál, a Jalóci-patak mellett, a Liptói-medencében fekszik.

## Története
1231-ben „Bobrouch” néven II. András adománylevelében említik először. A 13. században még Kisbobróc, Behárfalu és Jalóc is hozzá tartozott. 1288-ban IV. László megerősítette Bogomir ispánt bobróci birtokában. 1310-ben vásártartási jogot kapott. Első pecsétje 1392-ből származik, felirata: „Sigillum Ubs Majoris Bobrocz 1392.”. 1482-ben Mátyás király is megerősítette kiváltságait, melyek a 16. században tovább bővültek. A 18. században hetipiaca és vásártartási joga is volt. 1718-ban az ácsoknak, 1740-ben a kőműveseknek alakult céhük a településen.
A 18. század végén Vályi András így ír róla: „Nagy Bobrótz, velki Bobrovecz. Tót népes mező Város Liptó Vármegyében, földes Ura Okolitsányi Uraság, lakosai katolikusok, fekszik Szent Miklóshoz 3/4. órányira, nevezetes arrol, hogy lakosai szokatlan (dialectiussal) beszédbéli külömböző hangzattal élnek, határbéli földgyének fele elég termékeny, fele pedig középszerű, ’s jó trágyázást kíván, legelőt meddő marháiknak bérleni szoktak, fájok tűzre elég, tejek, vajok, gyümöltsök hasonlóképen, Sz. Miklóson piatzok közel, első Osztálybéli.”
A 18. század végétől a 19. század közepéig Okolicsányi birtok.
Fényes Elek 1851-ben kiadott geográfiai szótárában így ír a faluról: „Kis- és Nagy-Bobrócz, (Bobrovecz), tót falu, 300 kath., 296. evang. lak. F. u. Okolicsányi. Ut. p. Okolicsna.”
A trianoni diktátumig Liptó vármegye Liptószentmiklósi járásához tartozott.
1945 tavaszán ádáz harcok folytak birtoklásáért.

## Népessége
| Év:            | 1994. | 2004.   | 2014.   | 2024.   |
| -------------- | ----- | ------- | ------- | ------- |
| Emberek száma: | 1811  | 1783    | 1873    | 1984    |
| Eltérés:       |       | -1,54 % | +5,04 % | +5,92 % |

| Év:            | 2023. | 2024.   |
| -------------- | ----- | ------- |
| Emberek száma: | 1996  | 1984    |
| Eltérés:       |       | -0,60 % |

1910-ben 1478, túlnyomórészt szlovák lakosa volt.
2001-ben 1805 lakosából 1788 szlovák volt.
2011-ben 1781 lakosából 1746 szlovák.

## Nevezetességei
- Szent Györgynek szentelt római katolikus plébániatemploma 14. századi, a 16. században reneszánsz stílusban átépítették, 1723-ban barokk stílusban bővítették.
- A falu közepén 18. századi késő barokk kápolna áll.